# United States Antarctic Service Expedition

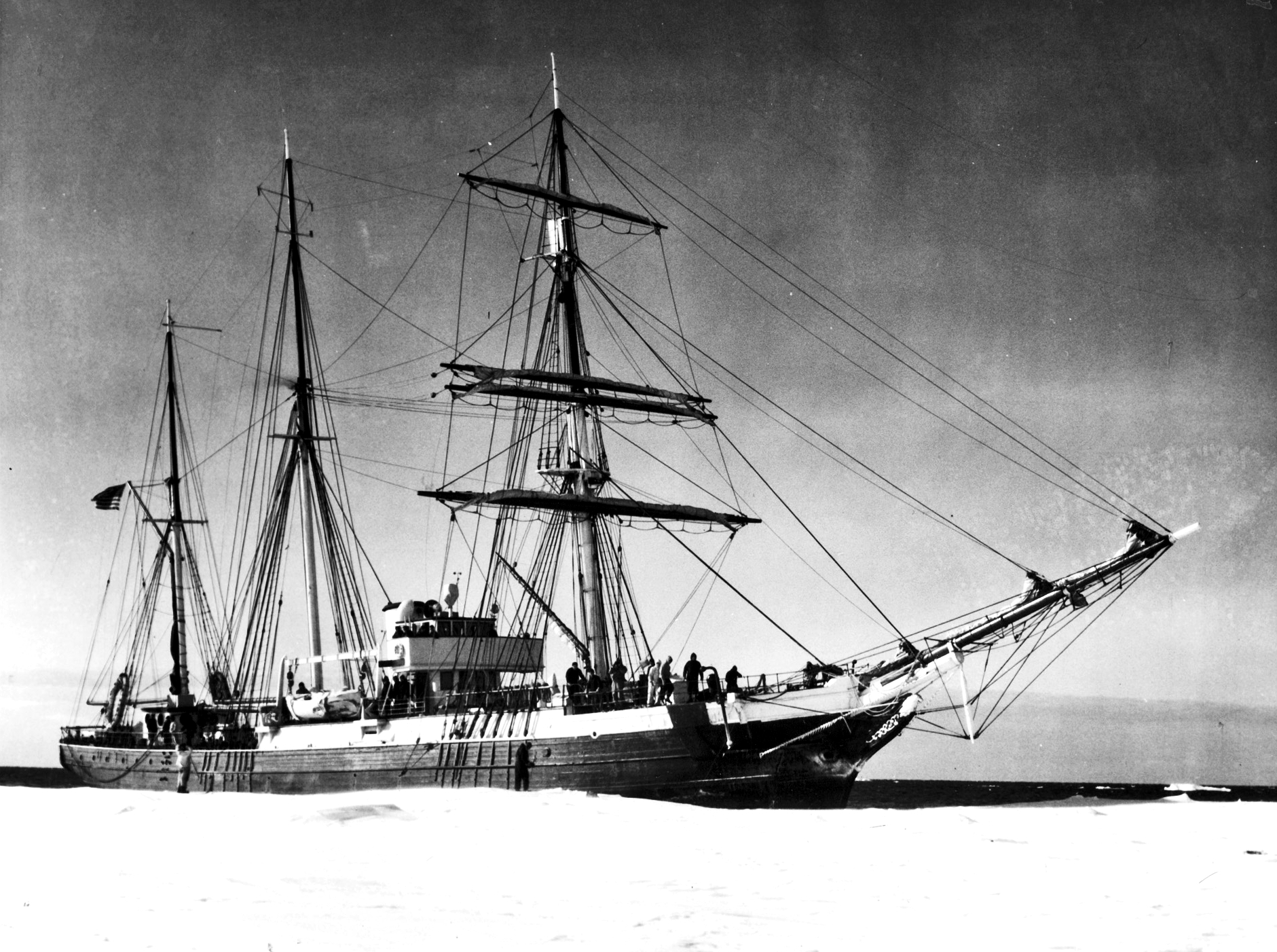
Die USS Bear, eines der beiden Schiffe der Expedition

Die United States Antarctic Service Expedition war eine von 1939 bis 1941 durchgeführte Expedition in die Antarktis. Sie war die dritte Expedition des US-amerikanischen Polarforschers Richard Evelyn Byrd und die erste, die seit der United States Exploring Expedition (1838–1842) von der US-Regierung finanziert wurde. 
Ziele dieser Forschungsreise waren die Errichtung dauerhaft betriebener Forschungsstationen, die Kartierung der Küstenlinie zwischen dem 72. und 148. Grad westlicher Länge (Ellsworthland und Marie-Byrd-Land) sowie derjenigen des Weddell-Meers (Ellsworthland und Queen Elizabeth Land) und die Durchführung luftunterstützter und anderer Forschungsarbeiten in den Zielgebieten. Dazu zählten Untersuchungen zum Polarlicht und zur kosmischen Strahlung sowie bakteriologische, botanische, glaziologische geomagnetische, medizinische, meteorologische, mikropaläontologische, ornithologische, petrographische, petrologische, physiographische, physiologische, seismologische, strukturgeologische und zoologische Forschungsarbeiten.

## Hintergrund

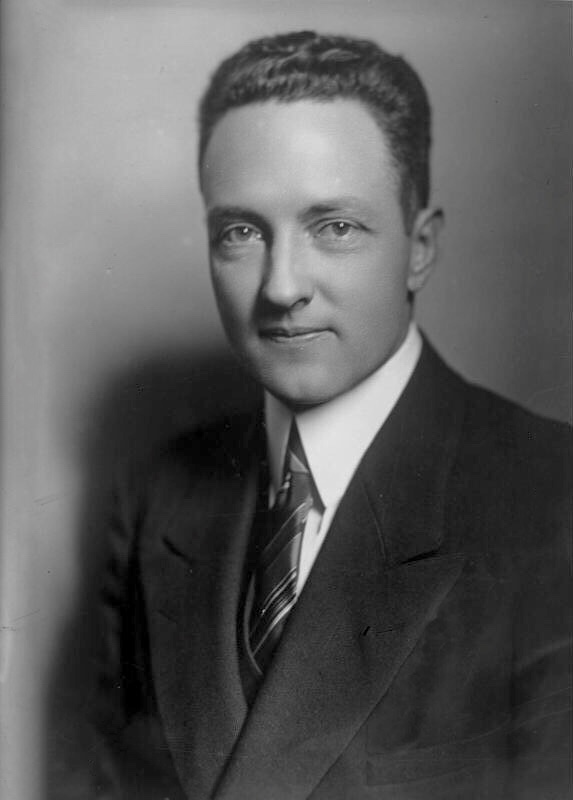
Richard E. Byrd (1929), Leiter der Expedition

Richard Evelyn Byrd, Finn Ronne und Richard Blackburn Black hatten jeweils individuelle Expeditionen geplant, bevor sie US-Präsident Franklin D. Roosevelt davon überzeugte, ihre Kräfte in einer gemeinsamen Unternehmung zu bündeln. Mit der Gründung des United States Antarctic Service schaffte der US-Kongress am 30. Juni 1939 die Organisation, die für die Durchführung der Expedition verantwortlich war. An der Forschungsreise nahmen 125 Männer teil, darunter 21 Wissenschaftler wie Paul Siple und Carl Eklund, von denen 59 im Jahr 1940 auf zwei Forschungsstationen tätig waren. Der Rest der Mannschaft blieb auf den beiden Schiffen, der USMS North Star und der USS Bear. Letzteres hatte Byrd bereits bei seiner zweiten Antarktisexpedition (1933–1935) unter dem Namen Bear of Oakland als Transportschiff gedient. Den Expeditionsteilnehmern standen darüber hinaus 160 Schlittenhunde und vier Flugzeuge zur Verfügung. Dies waren im Einzelnen eine zum Wasserflugzeug umgebaute Barkley-Grow T8P-1, zwei Curtiss T-32 Condor II und eine Beechcraft D17A. Für Überlandstrecken waren zwei Kettenfahrzeuge der United States Army, zwei leichte Artilleriezugmaschinen und der Snow Cruiser vorgesehen, ein von Thomas Poulter entwickeltes Schneemobil von enormer Größe.

## Verlauf

### Anreise in die Zielgebiete

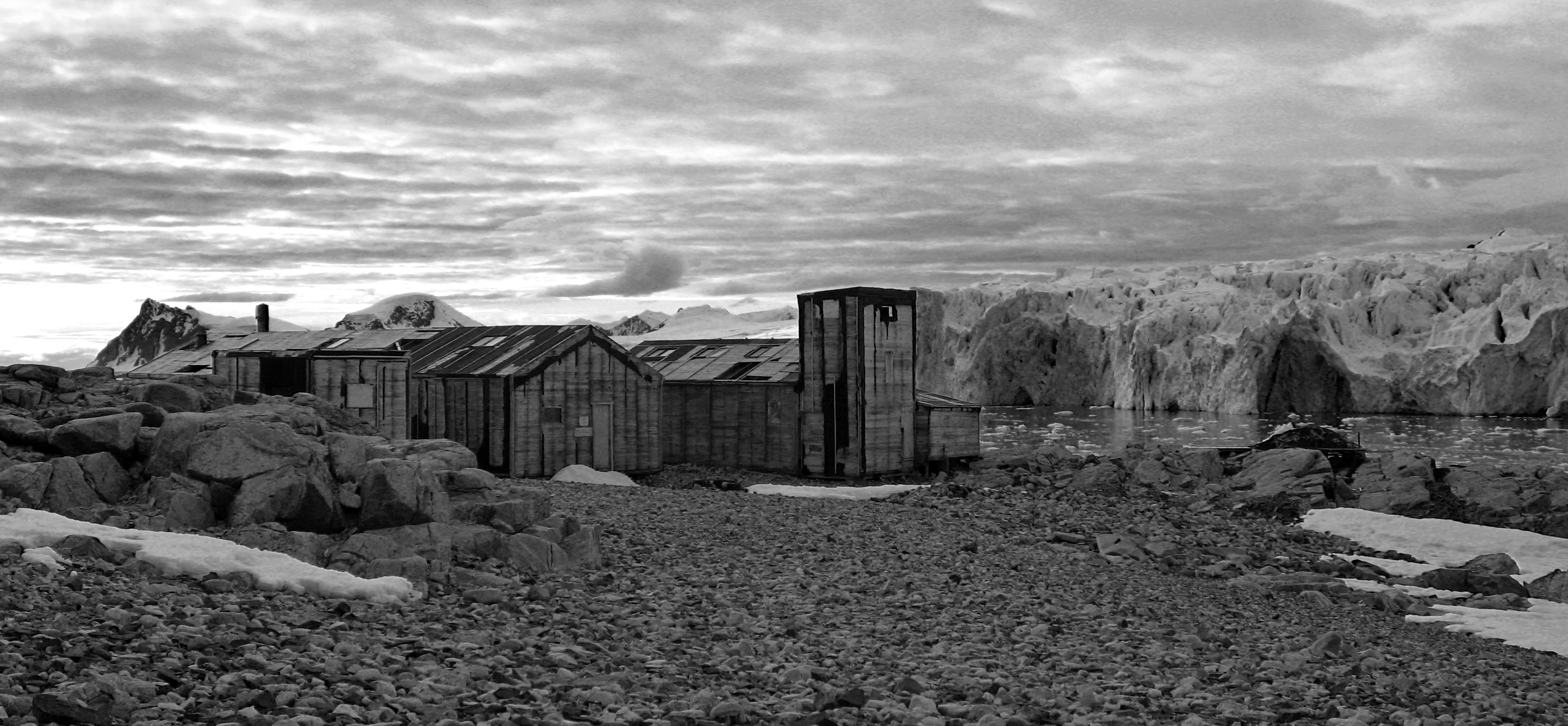
Die East Base auf Stonington Island

Die USMS North Star verließ am 15. November 1939 Boston und fuhr zunächst nach Philadelphia, wo zwei der Flugzeuge an Bord genommen wurden. Am 21. November nahm sie Kurs auf den Panamakanal. Die USS Bear folgte am 22. November, um drei Tage später die beiden übrigen Maschinen in Norfolk aufzunehmen. Byrd blieb für die restlichen Vorbereitungsarbeiten in Washington und stieß am 30. November im panamaischen Balboa zur Mannschaft auf der USMS North Star. Das Schiff nahm Kurs nach Neuseeland mit Zwischenstationen auf Pitcairn zwischen dem 13. und 14. Dezember sowie auf Rapa Iti am 17. Dezember; sie traf schließlich am 27. Dezember 1939 in Wellington ein. Am 3. Januar 1940 brach die USMS North Star zur Weiterfahrt in die Antarktis auf, wo am 14. Januar 1940 in der Bay of Whales am Rand des Ross-Schelfeises die Arbeiten zur Errichtung der sogenannten West Base begannen. Die USS Bear nahm am 6. Dezember 1939 vom Panamakanal aus direkten Kurs auf die Bay of Whales, die sie am 14. Januar 1940 erreichte. Von dort fuhr die USMS North Star am 24. Januar mit Kurs auf die chilenische Hafenstadt Valparaíso, wo weitere Ausrüstung und Versorgungsgüter an Bord genommen wurden. Währenddessen begab sich Byrd mit der USS Bear auf die Suche nach einem geeigneten Standort für die sogenannte East Base. Es bedurfte eines Erkundungsfluges am 8. März 1940, um diesen schließlich auf Stonington Island in der Marguerite Bay an der Westküste der Antarktischen Halbinsel zu finden. Die USMS North Star war nach ihrem zweiten Aufenthalt in der Bay of Whales der USS Bear nach Stonington Island gefolgt, wo die Entladung beider Schiffe am 20. März ihren Abschluss fand. Während die USS Bear danach mit einem Zwischenaufenthalt in Punta Arenas nach Boston zurückkehrte, fuhr die USMS North Star mit demselben Zwischenaufenthalt nach Seattle, um ihren regulären Dienst als Kreuzfahrtschiff in Alaska aufzunehmen.

### Einsatz des Snow Cruiser

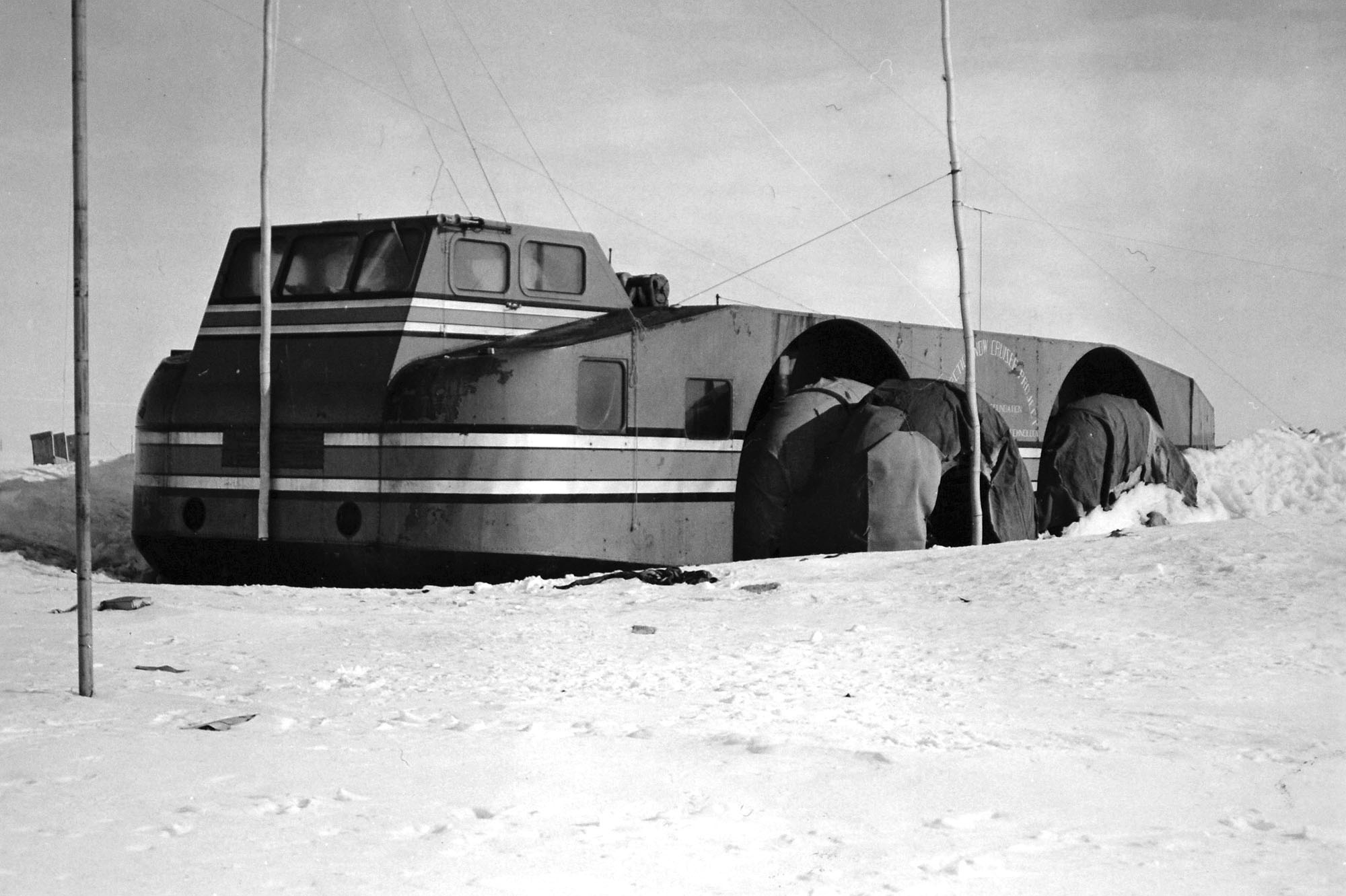
Der aufgegebene Snow Cruiser (22. Dezember 1940)

Der in der Bay of Whales entladene Snow Cruiser, an dessen Einsatz Byrd hohe Erwartungen geknüpft hatte, erwies sich als untauglich. Vor Beginn erster Fahrten hatte Byrd gehofft, dass mit dem 30 Tonnen schweren Gefährt über eine Route südöstlich des Königin-Maud-Gebirges der geographische Südpol erreichbar sei. Doch schon bei der Entladung kam es zur Beinahekatastrophe, als die Rampe unter dem Gewicht des Fahrzeugs brach, jenes auf die Seite zu kippen drohte und es Thomas Poulter nur mit äußerster Mühe gelang, das Schneemobil auf das Schelfeis zu verbringen. Die großen, jedoch profillosen Reifen entwickelten zu wenig Traktion auf dem Eis, die Elektromotoren für den Antrieb waren zu schwach ausgelegt für höhere Geschwindigkeiten sowie für Fahrten an Steigungen und das hohe Gewicht ließ den Snow Cruiser bei weicher Schneedecke tief einsinken. Nach mehr als einer Woche großer Anstrengungen erreichte das Fahrzeug schließlich die West Base, wo es unter Eisblöcken und Leinenplanen stillgelegt wurde.

### Ergebnisse der Expedition
Trotz dieser anfänglichen Schwierigkeiten gelang den Expeditionsteilnehmern beider Basen, die auf dem Luftweg rund 2600 km und auf dem Seeweg etwa 3500 km voneinander entfernt waren, das Forschungsprogramm abzuarbeiten. Insbesondere mithilfe der Flugzeuge wurden neue Küstenabschnitte wie die Hobbs-Küste, die Walgreen-Küste, die Thurston-Insel (die erst 1960 als eine Insel identifiziert wurde) und die Eights-Küste sowie in der Region um das Weddell-Meer zwischen der Eielson-Halbinsel und der Luitpold-Küste erschlossen. In der Ross Dependency wurde kartographisch der Lückenschluss zwischen dem Beardmore- und dem Liv-Gletscher und damit zwischen den Kartierungen durch Ernest Shackleton bei der Nimrod-Expedition (1907–1909) und denen durch Roald Amundsen bei der Fram-Expedition (1910–1912) bewerkstelligt. Weitere Erkundungsflüge von der East Base lieferten neue Erkenntnisse über den Küstenverlauf jenseits des 85. westlichen Breitengrads einschließlich der Entdeckung der Bryan-Küste und des Carroll Inlet. Luftbilder entstanden von der Ostküste der Antarktischen Halbinsel vom Trail Inlet und dem Three-Slice-Nunatak bis jenseits des Nantucket Inlet. Schlittenmannschaften der East Base erkundeten das Gebiet vom Trail Inlet bis südlich des Hilton Inlet und kartierten 58 Gipfel um das Dyer-Plateau. Ferner errichtete das Team der East Base auf dem Beacon Hill die erste hochgelegene Wetterstation in Antarktika, die zwischen November und Dezember 1940 betrieben wurde. Schlittenmannschaften der West Base führten geologische und biologische Studien in den Fosdick Mountains durch. Ein erheblicher Teil der erzielten Ergebnisse blieb jedoch bis heute unveröffentlicht.

### Rückkehr

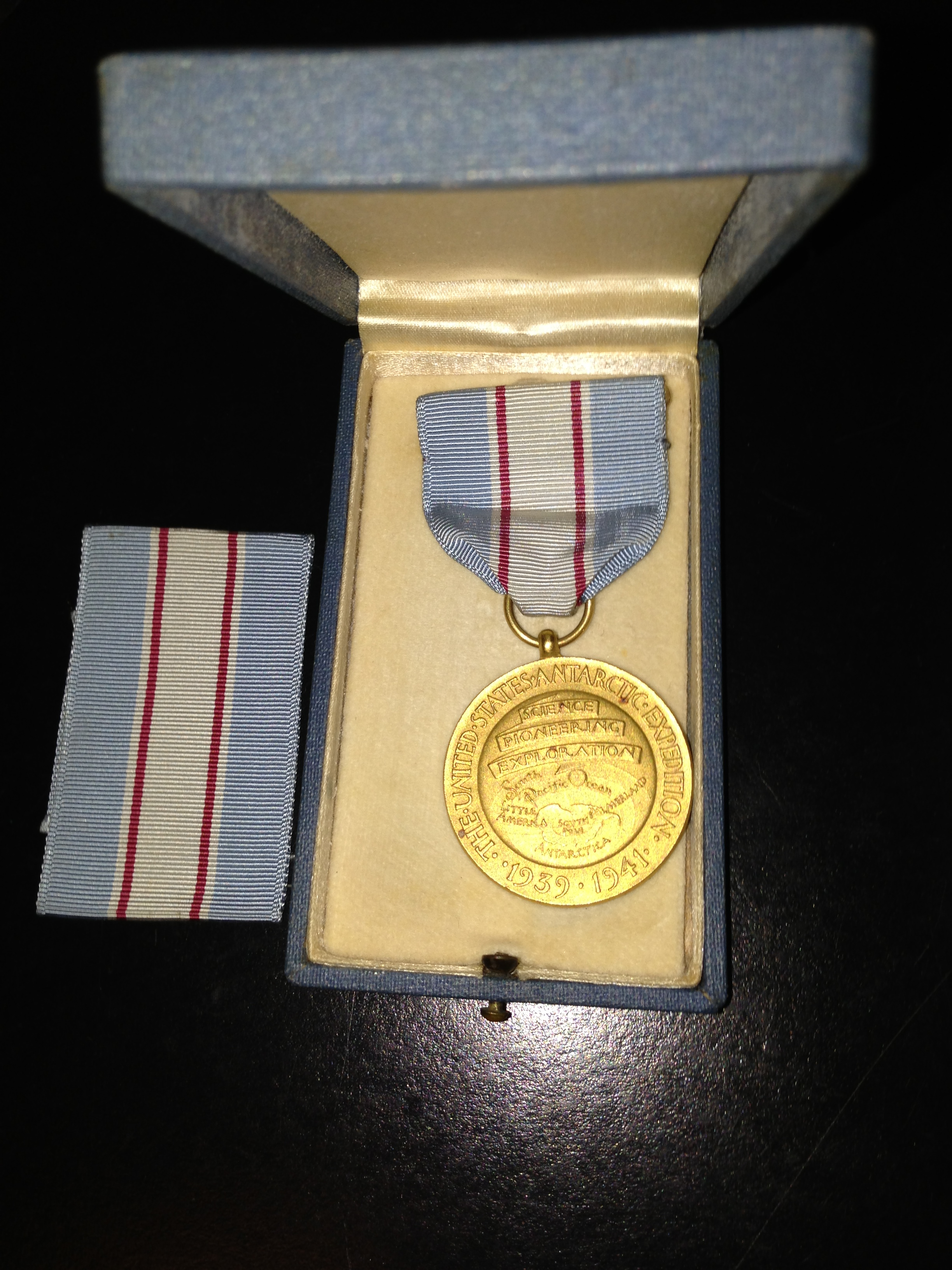
Die anlässlich der Expedition vom US-Kongress verliehene Goldmedaille

Durch die zunehmenden internationalen Spannungen im Zuge des Zweiten Weltkrieges und fehlende finanzielle Mittel entschloss sich das Expeditionskommittee zu einer Evakuierung der Forschungsstationen anstelle eines Austausches des Personals. Die USS Bear verließ Philadelphia am 13. Oktober 1940, die USMS North Star am 11. Dezember desselben Jahres Seattle. Beide Schiffe trafen am 11. bzw. 24. Januar 1941 in der Bay of Whales ein. Ein Großteil der Ausrüstung und der Versorgungsgüter wurde bei der Weiterfahrt am 1. Februar auf der West Base zurückgelassen in der Hoffnung, die Station später wieder in Betrieb nehmen zu können. Dichtes Packeis verhinderte am 24. Februar vor der Adelaide-Insel eine Weiterfahrt zur East Base auf Stonington Island. Um Treibstoff zu sparen, ankerten beide Schiffe im Andersen Harbor in der Gruppe der Melchior-Inseln. Nachdem bis Mitte März das Eis nicht aufgebrochen war, entschloss man sich zu einer Evakuierung auf dem Luftweg. Zunächst jedoch fuhr die USMS North Star am 15. März 1941 nach Punta Arenas, um Versorgungsgüter für die East Base im Fall eines Scheiterns der Evakuierung aufzunehmen. Die USS Bear nahm dagegen am Folgetag Kurs auf die Mikkelsen-Inseln, um als Zwischenstation für die Evakuierung zu fungieren. Für diese wurde die auf Stonington Island befindliche Curtiss T-32 Condor II instand gesetzt, die am 19. Januar 1941 bei einem Unfall eine ihrer Landekufen verloren hatte. Das Ausfliegen der Expeditionsteilnehmer begann am 22. März um 5:30 Uhr; zwölf Männer erreichten die USS Bear gemeinsam mit ihren Aufzeichnungen, eingesammelten Proben und der Notfallausrüstung. Die übrigen zwölf Expeditionsteilnehmer erreichten die USS Bear mit dem zweiten Evakuierungsflug. Das Flugzeug wurde aufgegeben, die USS Bear traf am 29. März 1941 in Punta Arenas ein. Die Expedition endete für die Teilnehmer auf der USMS North Star in Boston am 5. Mai 1941, für diejenigen auf der USS Bear ebendort 13 Tage später.

## Nachwirkungen
Die East Base auf Stonington Island, die aus sechs vorgefertigten Gebäuden bestand, war die erste Forschungsstation in der Antarktis, die für einen mehrjährigen Ganzjahresbetrieb ausgelegt war. Finn Ronne nutzte sie bei seiner Expedition, der Ronne Antarctic Research Expedition (1947–1948), unter dem Namen Port of Beaumont, Texas, Base als Winterquartier. Als er sie 1947 erreichte, musste er feststellen, dass andere Expeditionen, namentlich die Operation Tabarin (1943–1946) und der Falkland Islands Dependencies Survey, sie nahezu verwüstet hatten. Nach 1948 wurde sie nicht mehr genutzt.
Die West Base in der Bay of Whales, auch bekannt als Little America III, befand sich etwa 11 km nordöstlich ihrer beiden Vorgängerstationen, die Byrd bei seiner ersten (1928–1930) und zweiten Antarktisexpedition (1933–1935) genutzt hatte. Sie bestand aus drei Gebäuden unter einem gemeinsamen Dach, die über Tunnel miteinander verbunden waren. Die Station ging 1963 durch die Gletschermotilität des Ross-Schelfeises im Rossmeer verloren.